# Мехен (игра)
Мехен — настольная азартная игра, появившаяся около 3 тысяч лет до нашей эры в Древнем Египте. Доски для игр изготавливались из разных материалов, но во всех присутствовала одна особенность — змейка-спираль. Она сворачивалась по разные стороны, а голова змеи всегда располагалась в центральной части. В первых подобных изобретениях отсутствовали ячейки с насечками — видимо, в те времена по игорному полю перекатывались небольшие шарики. Позже доску начали оснащать ячейками в количестве от 40 до 400 штук — такая вариативность учеными объясняется разным утилитарным значением игорного процесса. 

## История игры
На сегодняшний день нет точной формулировки правил игры в мехен. В Древнем Египте играть в мехен перестали примерно в 2300-х годах до нашей эры, на территориях современных Судана, Ливии, островах Крит и Кипр это развлечение исчезло чуть позже. Сейчас схожестью с мехеном обладает игра гиена, которая часто встречается в Мавритании и Судане.

## Происхождение названия
Сакральное значение игра получила из-за своего названия. Мехен — бог-защитник, изображается в виде змеи, которая извивается вокруг Ра, чтобы уберечь ладью бога солнца в ночное время. Бог Апоп стремился нарушить мироздание, тогда как главным оппонентом этого выступал именно Мехен. Для обычного человека путь по кольцу обозначает путешествие души к центру мира, чтобы приблизиться к богу Ра.
Об игре мехен находились упоминания в Книге мёртвых. 

## Правила игры
О правилах игры в мехен известно немного, поскольку только малая часть фигурок дошла до нашего времени. 